# Ефременко, Юрий Валентинович
Юрий Валентинович Ефременко (род. 23 сентября 1959, Москва) — российский и американский математик.
Окончил в 1982 году Московский инженерно-физический институт (с 2009 года — Национальный исследовательский ядерный университет «МИФИ»).
До 1991 г. работал в Институте теоретической и экспериментальной физики (ИТЭФ).
Кандидат физико-математических наук (1991).
С 1992 г. профессор университета штата Теннеси (США).
Область научных интересов: атомная энергетика и ядерные технологии, энергоэффективность.
Соавтор книги: A Search for the neutrino mixing angle theta(13), by Double Chooz Collaboration. Jun 2006.162 pp., e-Print: hep-ex/0606025.
Почетный научный сотрудник института физики и математики Токийского университета (2008).
С 2011 г. профессор, руководитель Лаборатории экспериментальной ядерной физики НИЯУ МИФИ.